# 日本ノーディッグテクノロジー
日本ノーディッグテクノロジー株式会社（にほんノーディッグテクノロジー）は、管路更生工事（SPR工法・オメガライナー工法など）、ポリエチレン等の可とう管非開削工事（アーバンノーディッグ工法）を柱とする工事会社。
老朽化管路診断や、真空式下水道システム（サイバックシステム）の設計・エンジニアリングも行う。
積水化学工業株式会社100%出資の子会社。